# Keyport (Washington)
Keyport es un lugar designado por el censo (en inglés, census-designated place, CDP) situado en el condado de Kitsap, en el estado de Washington, Estados Unidos. Según el censo de 2020, tiene una población de 576 habitantes.

## Geografía
La localidad está ubicada en las coordenadas 47°42′01″N 122°37′27″O / 47.70028, -122.62417 (47.700204, -122.624293).